# Pezolepis
Pezolepis is een geslacht van schimmels uit de orde Helotiales. De familie is nog niet met zekerheid bepaald (incertae sedis). De typesoort is Pezolepis denigrata.

## Soorten
Volgens Index Fungorum telt het geslacht drie soorten (peildatum maart 2022):
| Soortnaam                | Auteur(s)         | Publicatiejaar |
| ------------------------ | ----------------- | -------------- |
| Pezolepis buchenaviicola | Bat. & A.F. Vital | 1953           |
| Pezolepis denigrata      | Syd.              | 1925           |
| Pezolepis naucleae       | Dennis            | 1950           |